# Tipula brunnirostris
Tipula brunnirostris är en tvåvingeart som beskrevs av Edwards 1928. Tipula brunnirostris ingår i släktet Tipula och familjen storharkrankar. Inga underarter finns listade i Catalogue of Life.